# Artuss Kaimiņš

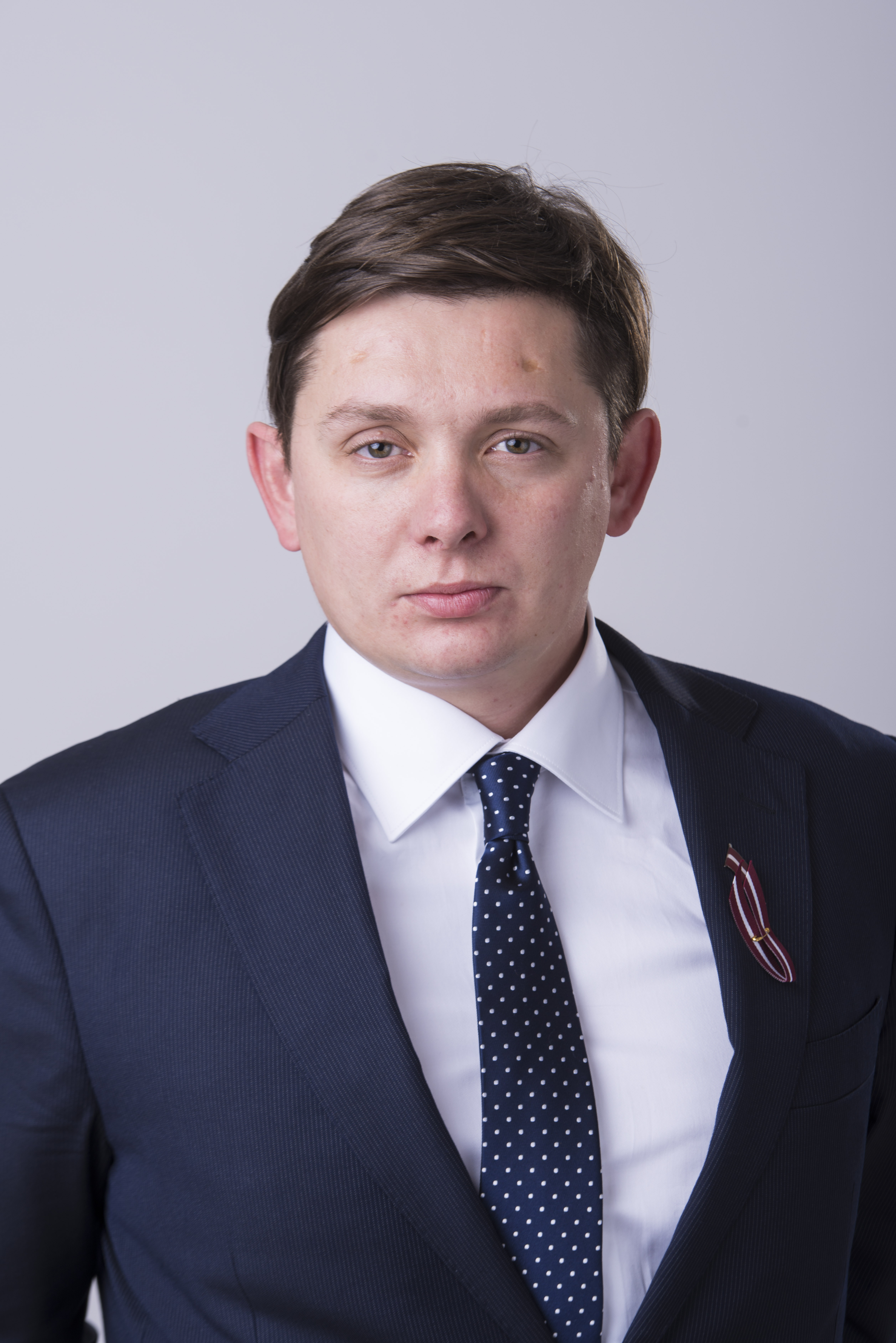
Artuss Kaimiņš

Artuss Kaimiņš (* 3. November 1980 in Bauska) ist ein lettischer Schauspieler und Politiker.

## Leben
Seine Eltern sind der Rechtsanwalt Māris Mūrnieks und Liene Kaimiņa. Kaimins absolvierte eine Ausbildung zum Schauspieler. Bei einem Verkehrsunfall, an dem er beteiligt war, starben 2003 zwei seiner Schauspielkollegen. Auf dem lettischen Radiosender Boom FM ist er Gastgeber des Radioprogramms Dog Kennel (Suņu Būda).

### Politiker
Seit 2014 ist er Abgeordneter in der Saeima. Am 8. Oktober 2018 gelang ihm bei der Parlamentswahl erneut der Einzug als Abgeordneter in die Saeima.
Er war zunächst Parteimitglied der Latvijas Reģionu apvienība, die er im Streit verließ und zum Parteivorsitzender der KPV LV gewählt wurde, die er am 3. Mai 2016 mitbegründet hatte. Auch hier fand er keine dauerhafte politische Heimat, wurde vielmehr im Januar 2020 aus der Fraktion ausgeschlossen. Im Februar 2021 wurde seine Immunität aufgehoben und Ermittlungen wegen Verstößen gegen Bilanzierungsvorschriften gegen ihn eingeleitet. Kaimiņš wertete dies als Versuch seiner politischen Gegner, ihn zu diffamieren.